# حرب غينيا بيساو الأهلية
حرب غينيا بيساو الأهلية هي حرب دارت في الفترة من 7 يونيو 1998 إلى 10 مايو 1999 وكانت ناجمة عن محاولة انقلاب ضد حكومة الرئيس جواو برناردو فييرا بقيادة العميد أنسوماني ماني. اشتبكت القوات الحكومية، بدعم من الدول المجاورة، مع قادة الانقلاب التي سيطرت قواتهم بسرعة على ما يقرب البلاد كلها في مواجهة القوات المسلحة.
أدى الصراع إلى مقتل المئات من السكان وتشريد مئات الآلاف الآخرين.
في نهاية المطاف، تم توقيع اتفاق السلام في نوفمبر تشرين الثاني 1998 الذي نص على إنشاء حكومة وحدة وطنية وعقد انتخابات جديدة في عام 2000. ومع ذلك، اندلع القتال لاحقا بعد أيام قليلة بالضبط في مايو 1999 وانتهت الحرب الأهلية في غينيا بيساو بعزل جواو برناردو فييرا في 10 مايو 1999 عندما وقع وثيقة الاستسلام غير المشروط.

## التوتر في ما قبل الصراع
أخدت غينيا بيساو استقلالها في عام 1974. في يناير 1998، قتل عشرات الانفصاليين من منطقة كازامانس السنغالية، وتم اعتقال أربعين آخرين في أعقاب اشتباكات مع القوات المسلحة في اثنين من المدن على الحدود الشمالية لغينيا بيساو.

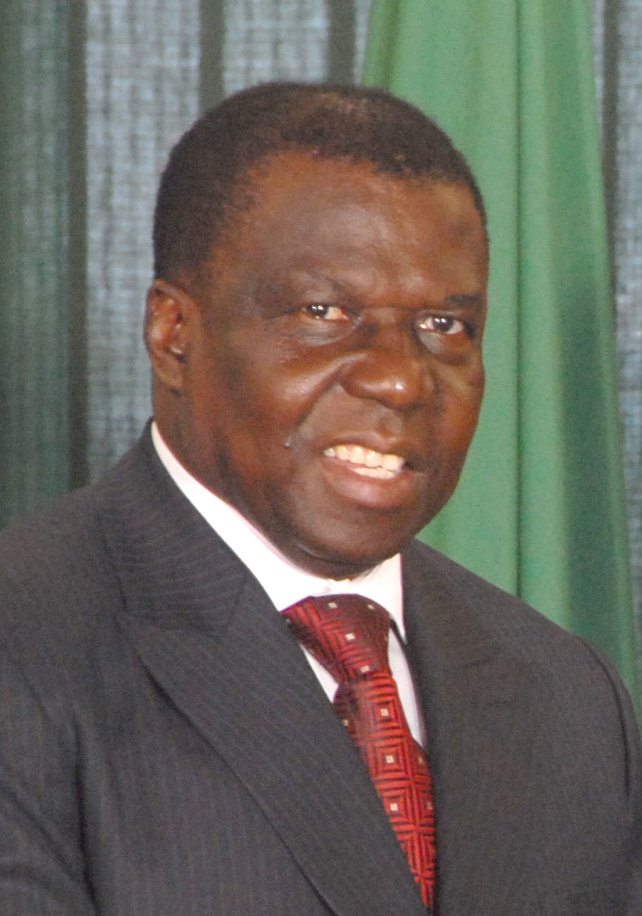
جواو برناردو "نينو" فييرا، رئيس غينيا بيساو من 1980 إلى 1999

نشرت القوات المسلحة الغينية البيساوية تعزيزات على طول الحدود مع إقليم كازامنس لمنع الانفصاليين من دخول البلاد. في أواخر يناير، بعد الاستيلاء على مخبأ للأسلحة في غينيا بيساو، عدد من ضباط القوات المسلحة الحكومية تم اعتقالهم بتهمة توريد الأسلحة إلى الانفصاليين في كازامانس. في أوائل فبراير 1998، أعلن وزير الدفاع العميد أنسوماني ماني تعليق عمل رئيس أركان القوات المسلحة، على أساس تقصيره في واجبه في ضوء حقيقة أن الأسلحة تم الاحتفاظ بها في الشهر السابق من هذا الإيقاف في مستودع عسكري في غينيا بيساو تابع للجيش. في مارس 1998, في أعقاب احتجاجات لأحزاب المعارضة في تأخير تنظيم الانتخابات التشريعية، تم إنشاء لجنة انتخابية وطنية مستقلة لبحث الموضوع. في أبريل، أنسوماني ماني علنا اتهم وزير الدفاع ومجموعة من ضباط في القوات المسلحة الحكومية في تورطهم في الاتجار بالأسلحة مع الانفصاليين في كازامانس. وفي المؤتمر السادس للحزب الأفريقي لاستقلال غينيا بيساو و الرأس الأخضر الذي عقد مايو 1998, أعيد انتخاب الرئيس جواو برناردو فييرا رئيسا للحزب.

## الانقلاب الأول والحرب الأهلية (1998 - 1999)

### عام 1998
رفض فييرا وقف عمل رئيس الأركان الذي أمر به أنسوماني ماني و عين الجنرال أومبرتو جوميز مكانه في 6 يونيو 1998. في 7 يونيو، انطلق تمرد القوات المسلحة بقيادة أنسوماني ماني وسيطرت على ثكنة عسكرية في العاصمة بيساو فضلا عن غيرها من المواقع الاستراتيجية في المدينة، بما في ذلك المطار الدولي واندلعت الحرب الأهلية رسميا. ماني بعد ذلك طالب باستقالة فييرا وحكومته وعقد انتخابات ديمقراطية حرة في شهر يوليو. بدعم من 1300 جندي سنغالي و 400 غيني، القوات الموالية للحكومة حاولت دون جدوى استعادة السيطرة على البلاد وهزم المتمردين. في الأيام التالية أكثر من 3000 من الرعايا الأجانب تم اجلاءهم من العاصمة من قبل سفينة سنغالية. ما يقدر بنحو 200000 من سكان بيساو فروا من المدينة، مما دفع بخروج مخاوف من كارثة إنسانية بالبلاد، الأعمال العدائية منعت منظمات الإغاثة من توزيع المساعدات الغذائية الطارئة والإمدادات الطبية لللاجئين. استمر القتال في يوليو و العديد من أعضاء القوات المسلحة لغينيا بيساو تم كشف انشقاقهم وذهابهم إلى جانب المتمردين. وفي 26 يوليو، بعد وساطة من قبل وفد من مجموعة البلدان الناطقة باللغة البرتغالية (CPLP), الحكومة والمتمردين وافقوا على تنفيذ هدنة. وفي 25 أغسطس، ممثلي الحكومة والمتمردين التقوا تحت رعاية مجموعة البلدان الناطقة باللغة البرتغالية و المجموعة الاقتصادية لدول غرب أفريقيا في جزيرة سال، الرأس الأخضر، حيث تم التوصل إلى اتفاق لتحويل الهدنة القائمة لوقف لإطلاق النار. الاتفاق نص على إعادة فتح المطار الدولي في العاصمة ونشر قوات دولية للحفاظ على وقف إطلاق النار. في سبتمبر 1998, المحادثات بين الحكومة والمتمردين استأنفت في أبيدجان، كوت ديفوار. المتمردون طالبوا أن جميع القوات السنغالية والغينية يجب أن تنسحب من البلاد كشرط مسبق لاتفاق السلام النهائي لكن هذا رفض من قبل الحكومة. المتمردون، بدورهم، رفضوا اقتراح قيام السنغال بإنشاء منطقة عازلة داخل أراضي غينيا بيساو على طول الحدود مع كازامانس لمنع الانفصاليين من دخول البلاد. في أكتوبر، المتمردين وافقوا على اقتراح الحكومة بإنشاء منطقة منزوعة السلاح للفصل بين القوى المعارضة في العاصمة. وقف إطلاق النار انهار باندلاع القتال في العاصمة وعدة بلدات أخرى وفي 20 أكتوبر، الحكومة فرضت على الصعيد الوطني حظر التجول ثم في اليوم التالي الرئيس جواو برناردو فييرا أعلن من جانب واحد وقف قواته القتال. في ذلك الوقت، بعض من القوات الحكومية انشقت وذهبت إلى جانب قوات المتمردين، التي يعتقد أنها سيطرت على ما يقرب من %99 من البلاد. وفي 23 أكتوبر، العميد أنسوماني ماني وافق على 48 ساعة من الهدنة ووقف القتال للسماح بإعطاء وقت لجواو برناردو فييرا لتوضيح مقترحاته عن طريق التفاوض لتنفيذ تسوية سلمية والاتفاق بعد ذلك لعقد محادثات مباشرة في بانجول، غامبيا. في المحادثات التي عقدت في 29 أكتوبر، المتمردين أكدوا أنهم لا يسعون لاستقالة فييرا. مزيد من المحادثات عقدت تحت رعاية الجماعة الاقتصادية لدول غرب أفريقيا في أبوجا، نيجيريا وأدى ذلك لتوقيع اتفاق السلام في 1 نوفمبر تشرين الثاني. و نص الاتفاق على وقف إطلاق النار من الجانبين مجددا ابتداء 25 أغسطس و انسحاب القوات السنغالية والغينية من غينيا بيساو وفي نفس الوقت نشر فريق من المراقبين العسكريين هو فريق رصد وقف إطلاق النار التابع للجماعة الاقتصادية لدول غرب أفريقيا (ECOMOG) و في نفس الوقت كانت له مهمة مراقبة الحدود مع السنغال. كما تم الاتفاق على تشكيل حكومة وحدة وطنية من شأنها أن تشمل المتمردين وتجرى الانتخابات الرئاسية والتشريعية في موعد لا يتجاوز مارس 1999. و في 3 ديسمبر, فرانسيسكو فادول تم تعيينه رئيسا للوزراء. بعد شهر، جواو برناندو فييرا وأنسوماني ماني نفذا اتفاقا لتخصيص الحقائب الوزارية بالتساوي بين الجانبين.

### سنة 1999
في يناير 1999, فادول أعلن أن الانتخابات الرئاسية والتشريعية لن تتم في مارس أذار على النحو المتوخى في اتفاق أبوجا و من شأن ذلك أن تتأجل حتى نهاية العام. أيضا في يناير كانون الثاني، تم التوصل إلى اتفاق بين الحكومة والمتمردين و المجموعة الاقتصادية لدول غرب أفريقيا على دخول فريق من المراقبين العسكريين جديد يشمل 710 جندي وتم التوصل إلى اتفاق على جدول زمني لانسحاب القوات السنغالية والغينية من غينيا بيساو. و في نهاية يناير 1999, استئنفت العمليات العدائية في العاصمة مما أدى إلى العديد من الوفيات وتهجير 250000 من السكان. وفي 9 فبراير, استمرت المحادثات بين الحكومة والمتمردين لوضع أسس الانسحاب الفوري للقوات السنغالية والغينية. في اجتماع عقد في لومي عاصمة توغو في 17 فبراير، جواو برناردو فييرا وأنسوماني ماني تعهد بعدم اللجوء إلى النزاع المسلح مرة أخرى أبدا وفي 20 فبراير، تم الإعلان عن حكومة الوحدة الوطنية الجديدة. و تم نزع سلاح المتمردين والقوات الموالي للرئيس على النحو المنصوص عليها في اتفاق أبوجا. بدأ في أوائل مارس، انسحاب القوات السنغالية والغينية لكن تم تمديد الموعد النهائي للانسحاب من 28 فبراير إلى 16 مارس بسبب المشاكل اللوجستية. في أبريل صدر التقرير الصادرة عن الجمعية الشعبية الوطنية الغينية البيساوية الذي برأ أنسوماني ماني بتهمة الاتجار في الأسلحة مع المقاتلين الانفصاليين لإقليم كازامنس. على الرغم من هذا التقرير، اندلع القتال من جديد بطلب من أنسوماني ماني بعد رفضه لعودة رئيس الأركان السابق لعمله لكن تم الكشف عن تورط جواو برناندو فييرا في عمليات الاتجار في الأسلحة و مكتب الأمم المتحدة لدعم بناء السلام في غينيا بيساو (UNPSOGC) راقب سير الانتخابات.

### الانقلاب الثاني

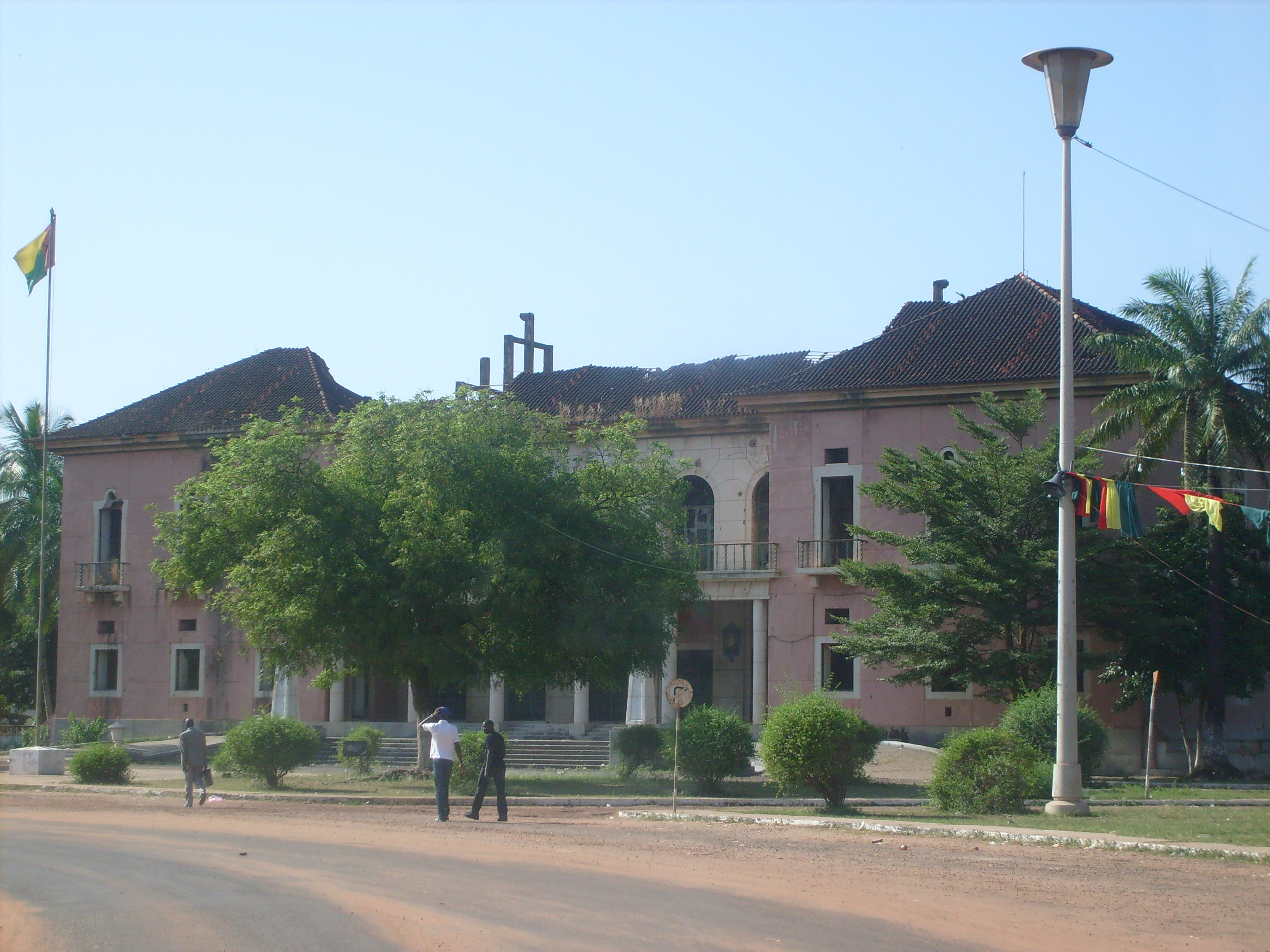
ساحة في بيساو

في أوائل مايو 1999, فييرا أعلن ترشحه للانتخابات التشريعية والرئاسية التي ستجرى في 28 ديسمبر, لكن أطيح به من قبل متمردي المجلس العسكري الغيني البيساوي في 7 مايو لكنه قوبل بإدانة واسعة النطاق من المجتمع الدولي. القتال اندلعت في بيساو في اليوم الذي تبع استيلاء قوات المتمردين على مخازن الأسلحة التي تم تقع بالقرب من المطار الدولي منذ نزع السلاح من القوات المتنافسة في مارس أذار. المتمردون الذين ادعوا أن أعمالهم كانت بدافع رفض فييرا السماح بنزع سلاح الحرس الرئاسي، أحاطوا بالقصر الرئاسي واضطر إلى الاستسلام. فييرا بعد ذلك لجأ إلى السفارة البرتغالية حيث وقع على الاستسلام غير المشروط في 10 مايو 1999.

## أحداث ما بعد الصراع
رئيس الجمعية الوطنية الشعبية، مالام باكاي سانها، تم تعيينه رئيس الجمهورية مؤقتا حتى إجراء الانتخابات. حكومة الوحدة الوطنية - بما في ذلك الوزراء الذين عينهم فييرا -, ظلت في منصبها. في اجتماع الهيئات الحاكمة لمنظمة PAIGC (الحزب الأفريقي لاستقلال الرأس الأخضر وغينيا بيساو) ذلك الشهر, مانويل ساتورنينو دا كوستا تم تعيينه زعيما للحزب خلفا لجواو برناردو فييرا. في اجتماع ثلاثي أجري في أواخر مايو، ممثلو الحكومة، المجلس العسكري والأحزاب السياسية، تم الاتفاق بينهم أن فييرا يجب أن يحاكم عن تورطه في الاتجار بالأسلحة إلى الانفصاليين في كازامنس و الجرائم السياسية والاقتصادية حين كان في منصبه لكن بعد الاتفاق على المحاكمة مرض وبعد تلقيه العلاج الطبي في الخارج تعهد بالعودة إلى غينيا بيساو. في اجتماع وزراء خارجية المجموعة الاقتصادية لدول غرب أفريقيا الذي عقد في توغو في مايو 1999, تم التنديد بإطاحة فييرا وكما قرروا أن فريق المراقبين العسكريين سينسحب من البلاد وبالفعل غادرت هذه القوات في أوائل يونيو حزيران وأجريت تعديلات في الدستور من أبرزها إلغاء عقوبة الإعدام. و في 28 نوفمبر 1999, عقدت الانتخابات الرئاسية والتشريعية وفاز أبرز أحزاب المعارضة المسمى حزب التجديد الاجتماعي (PRS) حيث فاز بما وصل إلى 38 من أصل 102 مقعد مما يجعله أكبر حزب ممثل في الجمعية الشعبية الوطنية. منذ فترة طويلة، الحزب الأفريقي لاستقلال الرأس الأخضر و غينيا بيساو (PAIGC) فاز فقط بما وصل إلى 24 مقعد. في الانتخابات الرئيسية التي عقدت في 16 يناير 2000, مالام باكاي سانها من PAIGC, فاز بأكثر من %72 من الأصوات وأدى اليمين الدستورية في 17 فبراير 2000 كرئيس للبلاد.